# Gralstänk
Gralstänk är en diktsamling från 1898 av Gustaf Fröding. Diktsamlingen innehåller bland annat dikten "En kärleksvisa".